# Ентеровірус
Ентеровіруси (enterovirus) — рід (+)ssРНК-вмісних вірусів (родини пікорнавірусів). Пов'язані з деякими хворобами ссавців (зокрема, людей).
Потрапляють в організм людини через шлунково-кишковий тракт, розмножуються там, часто уражають центральну нервову систему. Є найчастішим чинником виникнення асептичного серозного менінгіту.
Ентеровірусні інфекції — гострі інфекційні захворювання, небезпека яких через те, що ентеровіруси вирізняються високою стійкістю в зовнішньому середовищі, здатні зберігати життєздатність у воді поверхневих водоймищ і вологому ґрунті до декількох місяців.
Джерелом інфекції є хворий або носій вірусу, у якого клінічні прояви захворювання відсутні. Вірус виділяється з носоглотки і кишкового тракту. Механізм передачі інфекції — фекально-оральний, аспіраційний (аерозольний). Шляхи передачі — водний, контактно-побутовий, харчовий, повітряно-краплинний.
Детальніші відомості з цієї теми ви можете знайти в статті Ентеровірусні інфекції.

## Групи та види ентеровірусів
Групи:
- Ентеровірус людини А
- Ентеровірус людини B
- Ентеровірус людини C
- Ентеровірус людини D
- Ентеровірус людини Е
- Ентеровірус свиней А
- Ентеровірус свиней B

Види:
- Вірус діареї ВРХ
- Вірус Коксакі (Coxsackie)
- Ехо вірус
- Вірус поліомієліту (поліовірус)
- Вірус везикулярної хвороби свиней